# Louchy-Montfand
 Louchy-Montfand  là một xã ở tỉnh Allier thuộc miền trung nước Pháp.